# Adriaan Justus Enschedé

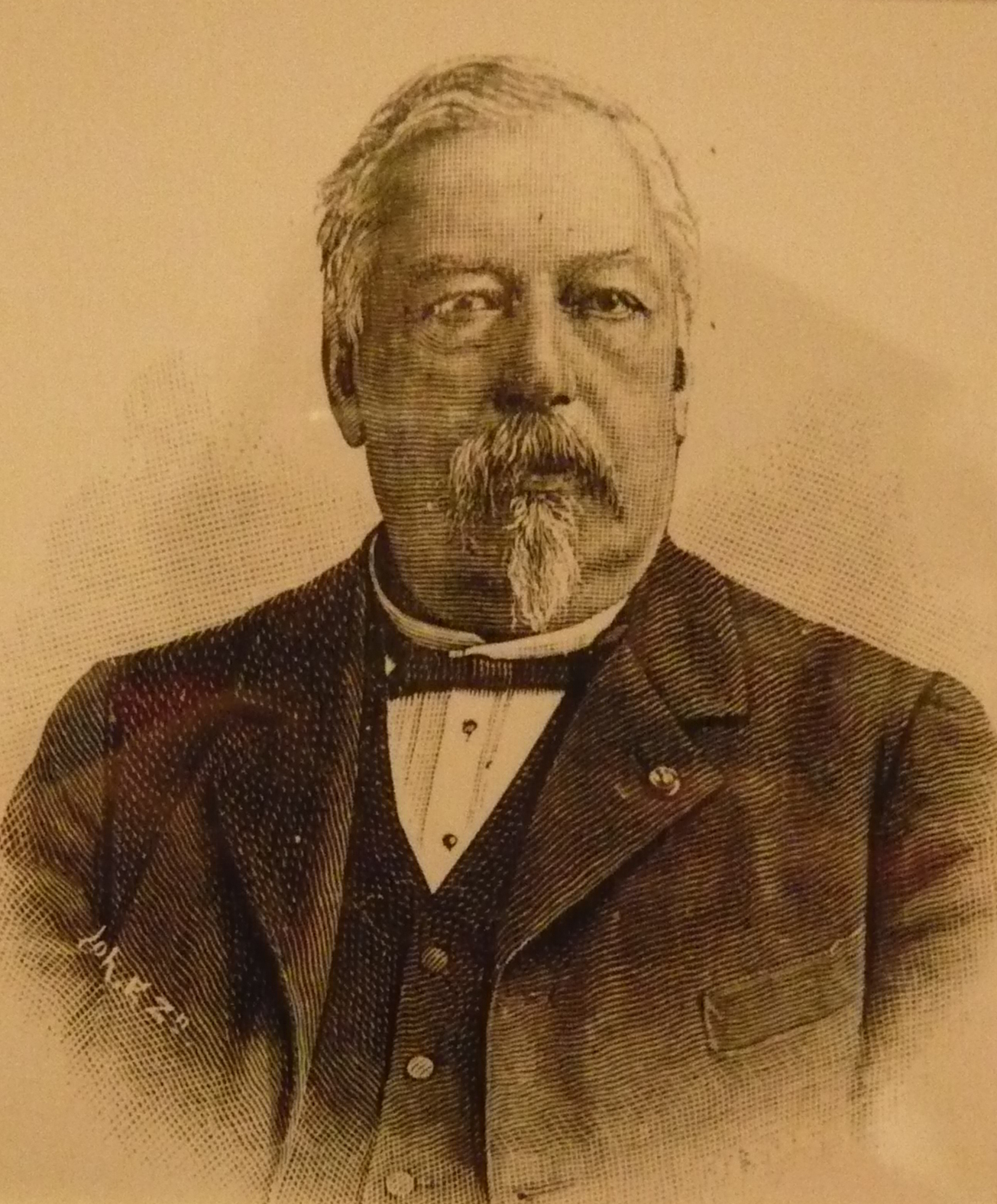
Adriaan Justus Enschedé

Adriaan Justus Enschedé (Haarlem, 20 juni 1829 - aldaar 19 maart 1896) was een Nederlandse archivaris, verzamelaar en filantroop en daarnaast eigenaar van de drukkerij Joh. Enschedé.
Adriaan Justus Enschedé I was doctor in de rechten, advocaat, plaatsvervangend kantonrechter, archivaris en bibliothecaris van de stad Haarlem.

## Biografie
Adriaan Justus was de zoon van Christiaan Justus Enschedé en zijn vrouw Adriana Maria Dalen. Hij huwde op 9 juli 1857 te Haarlem met Francona Antoinetta Conradina Koenen (geb. Amsterdam 26 september 1833 - overl. Haarlem 26 mei 1892).
Uit dit huwelijk werd op 8 oktober 1860 een zoon geboren, Hendrik Jacob Dionysius Durselen Enschedé, die later leiding zou geven aan de drukkerij en lettergieterij Johan Enschedé en zonen.
Hij bezocht het Stedelijk Gymnasium Haarlem en studeerde rechten aan de Universiteit van Leiden. Na deze studie ging hij werken bij het familiebedrijf, een drukkerij. Aldaar hielp hij mee historische lettertypen weer in de mode te krijgen. In 1857 werd Enschedé archivaris van de stad Haarlem en beschreef de inventaris. Deze functie gaf hem eveneens inspiratie voor het schrijven van meerdere boeken over de geschiedenis van Haarlem. Hij was een drijvende kracht achter de restauratie van de Grote of Sint-Bavokerk en kasteel Brederode. Aan de kerk schonk Enschedé diverse objecten en een glas-in-loodraam. Enschedé werd in 1876 lid van Teylers Tweede Genootschap. Hij had een uitgebreide collectie penningen en West-Friese munten. Bij leven schonk hij de collectie Romeinse en Byzantijnse munten die hij van zijn grootvader had geërfd aan Teylers Stichting.
Na zijn dood in 1896 liet hij vele schilderijen, tekeningen, munten en boeken na. De West-Friese munten legateerde hij aan Teylers Stichting, de penningcollectie ging over op zijn zoon Hendrik.